# Jeff Grayer
Jeffrey Grayer, detto Jeff (Flint, 17 dicembre 1965), è un ex cestista e allenatore di pallacanestro statunitense, professionista nella NBA.

## Carriera
È stato selezionato dai Milwaukee Bucks al primo giro del Draft NBA 1988 (13ª scelta assoluta).
Con gli Stati Uniti ha disputato i Giochi olimpici di Seul 1988.

## Statistiche

### College
| Anno      | Squadra           | PG  | PT  | MP   | TC%  | 3P%  | TL%  | RP  | AP  | PRP | SP  | PP   |
| --------- | ----------------- | --- | --- | ---- | ---- | ---- | ---- | --- | --- | --- | --- | ---- |
| 1984-1985 | Iowa St. Cyclones | 33  | 32  | 33,9 | 52,9 | -    | 65,3 | 6,5 | 1,9 | 1,0 | 0,4 | 12,2 |
| 1985-1986 | Iowa St. Cyclones | 33  | 33  | 35,1 | 54,7 | -    | 62,9 | 6,3 | 1,5 | 1,9 | 0,4 | 20,7 |
| 1986-1987 | Iowa St. Cyclones | 27  | 27  | 36,9 | 50,4 | 33,3 | 74,0 | 7,0 | 2,4 | 1,7 | 0,6 | 22,4 |
| 1987-1988 | Iowa St. Cyclones | 32  | 32  | 36,4 | 52,3 | 32,8 | 71,1 | 9,4 | 2,3 | 1,8 | 0,6 | 25,3 |
| Carriera  | Carriera          | 125 | 124 | 35,5 | 52,6 | 32,9 | 68,6 | 7,3 | 2,0 | 1,6 | 0,5 | 20,0 |

## Palmarès

### Giocatore
- NCAA AP All-America Second Team (1988)